# Zhang Juanjuan
Dans ce nom, le nom de famille, Zhang, précède le nom personnel.
Zhang Juanjuan est une archère chinoise née le 2 janvier 1981 à Qingdao (Chine).

## Biographie
Zhang Jianjian est nommé en mars 2016 par John Stanley de la Fédération internationale de tir à l’arc comme étant la quinzième meilleure archère de tous les temps aux Jeux olympiques.

## Palmarès

### Jeux olympiques
- Jeux olympiques de 2004 à Athènes
  -  Médaille d'argent au concours par équipes

- Jeux olympiques de 2008 à Beijing
  -  Médaille d'or au concours individuel
  -  Médaille d'argent au concours par équipes

### Jeux asiatiques
- Jeux asiatiques de 2006 à Doha
  -  Médaille d'argent au concours par équipes